# Montigné-le-Brillant
Pour les articles homonymes, voir Montigné (homonymie).
Montigné-le-Brillant est une commune française, située dans le département de la Mayenne en région Pays de la Loire, peuplée de 1 342 habitants.
La commune fait partie de la province historique du Maine, et se situe dans le Bas-Maine.

## Géographie
Montigné-le-Brillant se trouve en Mayenne, à environ 10 km de Laval et à 5 km de L'Huisserie. Situé dans le Massif armoricain, le bourg est relativement accidenté, sur la colline (Mont-Igné) au-dessus des vallées du Vicoin et de la Paillardière, dont la confluence correspond au point le plus bas de la commune. L’altitude varie d’une vingtaine de mètres entre la partie la plus haute du bourg (nord et nord-ouest, avec notamment le château du Verger et l’église) et la partie la plus basse (sud et sud-est). La topographie du centre bourg a été fortement modifiée lors de la construction du lotissement dans les années 1970. L’abaissement du sol de trois mètres au pied de l’église nécessite la construction d'un long mur en béton.

### Communes limitrophes
| Ahuillé | Saint-Berthevin            | Laval             |
| Ahuillé | Montigné-le-Brillant       | L'Huisserie       |
| Ahuillé | Astillé, Nuillé-sur-Vicoin | Nuillé-sur-Vicoin |

### Géologie
La commune repose sur le bassin houiller de Laval daté du Culm, du Viséen supérieur et du Namurien (daté entre -346 et -315 millions d'années).

### Climat
Pour des articles plus généraux, voir Climat des Pays de la Loire et Climat de la Mayenne.
En 2010, le climat de la commune est de type climat océanique altéré, selon une étude du CNRS s'appuyant sur une série de données couvrant la période 1971-2000. En 2020, Météo-France publie une typologie des climats de la France métropolitaine dans laquelle la commune est exposée à un climat océanique et est dans une zone de transition entre les régions climatiques « Bretagne orientale et méridionale, Pays nantais, Vendée » et « Moyenne vallée de la Loire ».
Pour la période 1971-2000, la température annuelle moyenne est de 11,3 °C, avec une amplitude thermique annuelle de 13,7 °C. Le cumul annuel moyen de précipitations est de 726 mm, avec 11,9 jours de précipitations en janvier et 6,6 jours en juillet. Pour la période 1991-2020, la température moyenne annuelle observée sur la station météorologique de Météo-France la plus proche, « Laval-Etronnier », sur la commune de Laval à 8 km à vol d'oiseau, est de 11,9 °C et le cumul annuel moyen de précipitations est de 757,1 mm,. Pour l'avenir, les paramètres climatiques de la commune estimés pour 2050 selon différents scénarios d'émission de gaz à effet de serre sont consultables sur un site dédié publié par Météo-France en novembre 2022.

## Urbanisme

### Typologie
Au 1er janvier 2024, Montigné-le-Brillant est catégorisée bourg rural, selon la nouvelle grille communale de densité à sept niveaux définie par l'Insee en 2022.
Elle est située hors unité urbaine. Par ailleurs la commune fait partie de l'aire d'attraction de Laval, dont elle est une commune de la couronne,. Cette aire, qui regroupe 66 communes, est catégorisée dans les aires de 50 000 à moins de 200 000 habitants,.

### Occupation des sols
L'occupation des sols de la commune, telle qu'elle ressort de la base de données européenne d’occupation biophysique des sols Corine Land Cover (CLC), est marquée par l'importance des territoires agricoles (97,4 % en 2018), une proportion sensiblement équivalente à celle de 1990 (98,1 %). La répartition détaillée en 2018 est la suivante : 
prairies (55,6 %), terres arables (31,8 %), zones agricoles hétérogènes (10 %), zones urbanisées (2,6 %). L'évolution de l’occupation des sols de la commune et de ses infrastructures peut être observée sur les différentes représentations cartographiques du territoire : la carte de Cassini (XVIIIe siècle), la carte d'état-major (1820-1866) et les cartes ou photos aériennes de l'IGN pour la période actuelle (1950 à aujourd'hui).

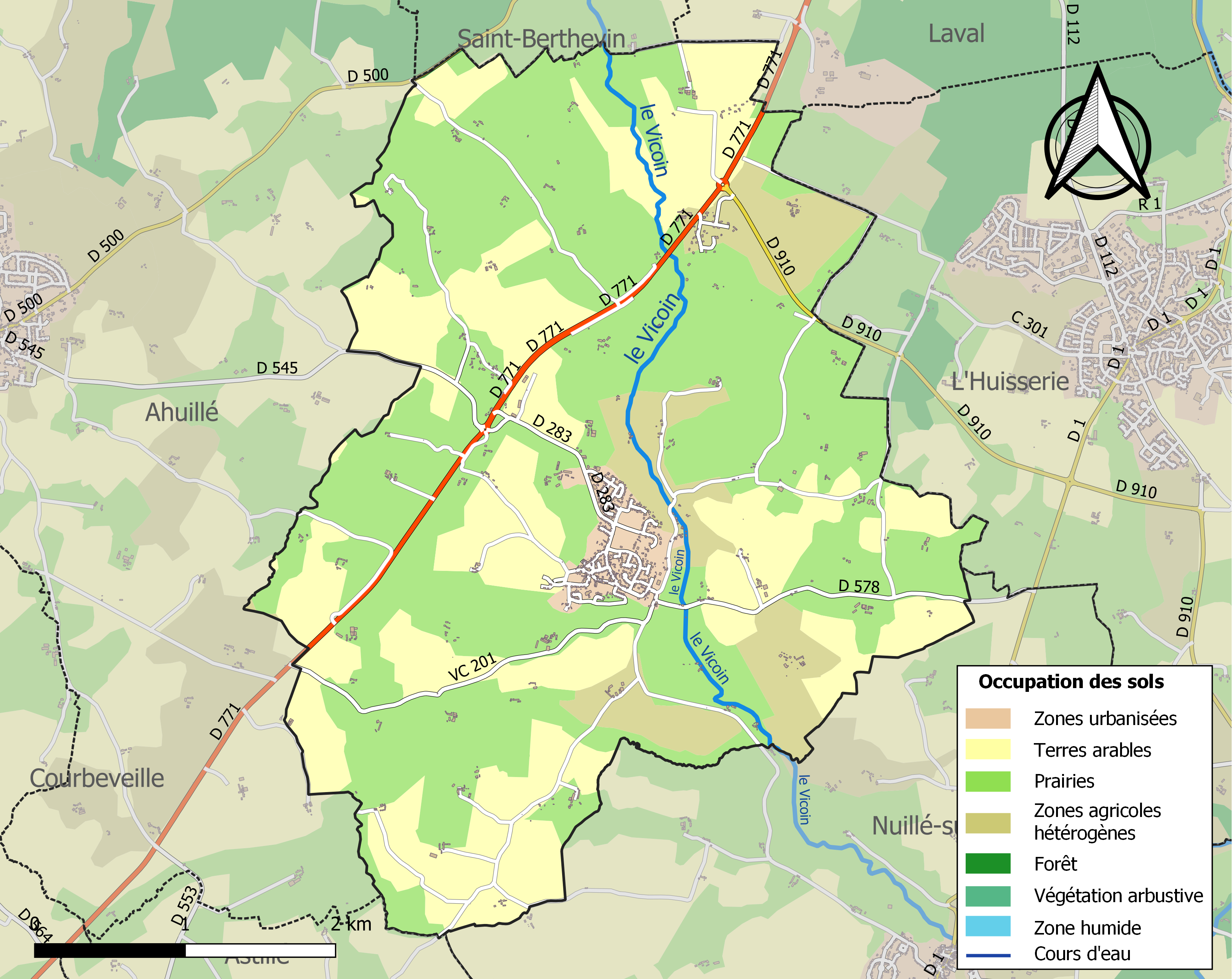
Carte des infrastructures et de l'occupation des sols de la commune en 2018 (CLC).

## Toponymie
Le toponyme est attesté sous la forme Montiniacus en 838. Il pourrait être issu de l'anthroponyme latin Montinius. En 1896, Montigné devient Montigné-le-Brillant.
Le gentilé est Montignéen.

## Histoire
La naissance du village débute par l’établissement d’une première chapelle qui deviendra par la suite l’église Saint-Georges.
À la fin du XIe siècle, Montigné est une châtellenie dépendant de Laval. La construction successive du Verger, à l’origine un véritable château fort, puis du presbytère (aujourd’hui la mairie) ancre définitivement le futur centre du village.
Le 11 janvier 1871 le ballon monté Kepler s'envole de la gare d'Orléans à Paris alors assiégé par les Prussiens et termine sa course à Montigné après avoir parcouru 283 kilomètres.
Le développement d’habitats privés de part et d’autre de ces édifices dessine progressivement une rue, aujourd’hui rue des Écoles. Derrière la partie est de l’église est établi un grand parc, propriété du clergé.
Celui-ci se développera jusqu’au début du XXe siècle, date à laquelle les immenses châtaigniers de trente mètres sont remplacés par un verger. Le reste de l’église est entouré du cimetière. Le long de la rue des Écoles s’établit quelque temps auparavant le manoir des religieuses. Une rue est tracée en partie haute du verger, qui mène jusqu’aux habitations à l’est, emplacement de la future gare qui sera construite à la fin du XIXe siècle. À cette époque (1859), le gisement de charbon commence à être exploité. La commune est alors desservie par le chemin de fer. Durant cette période, on creuse jusqu’à 218 mètres de profondeur. En 1923, la société abandonne la mine de charbon. Le développement démographique et économique de la commune sont ralentis. On comptait jusqu’alors une usine de colle une carrière, et sept moulins.

Les houillères de Montigné.
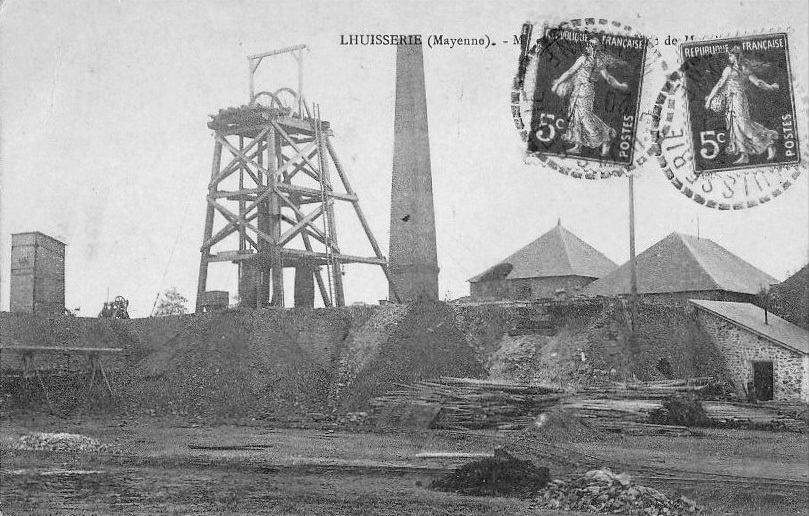
Puits Toutain.
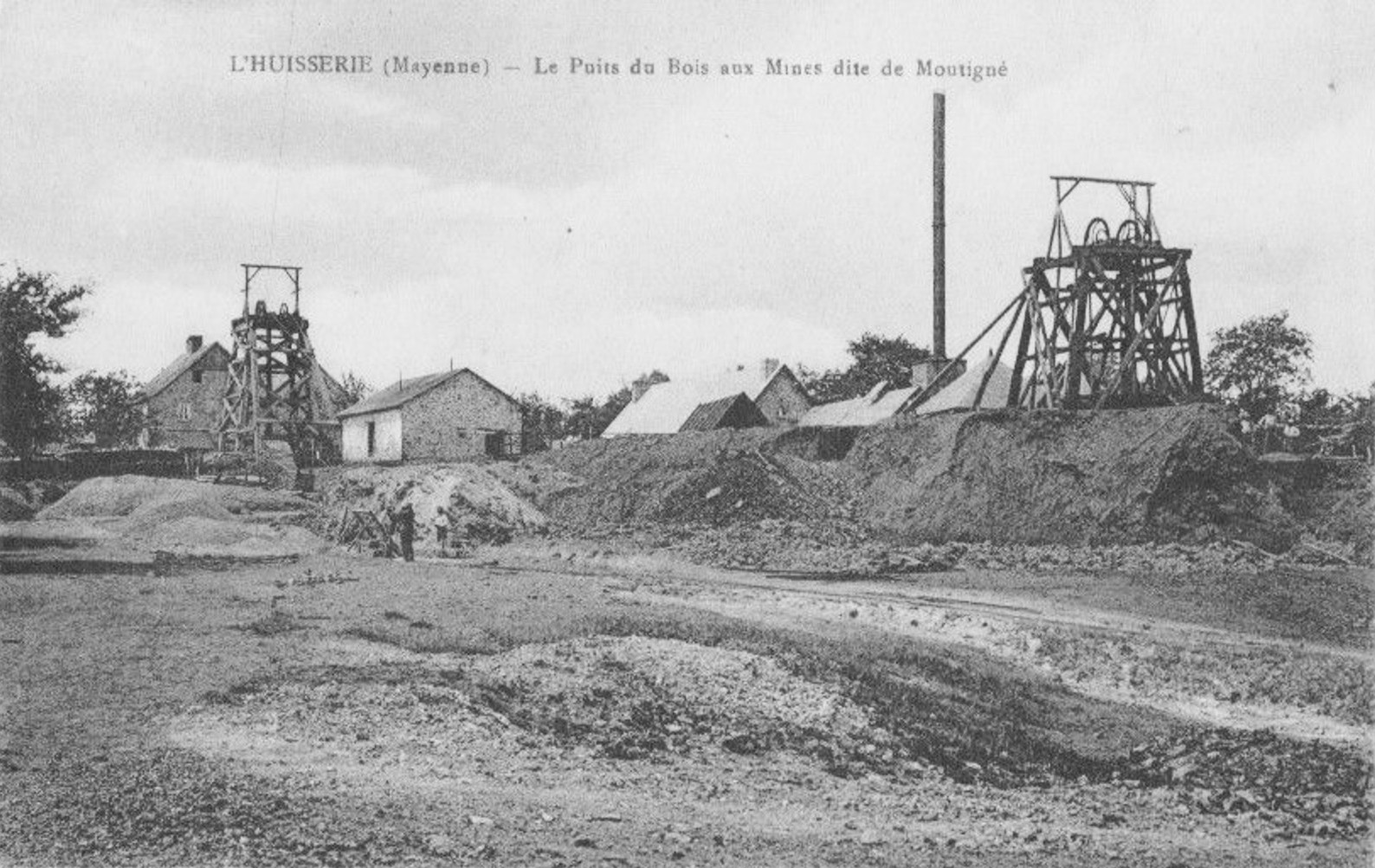
Puits du Bois.
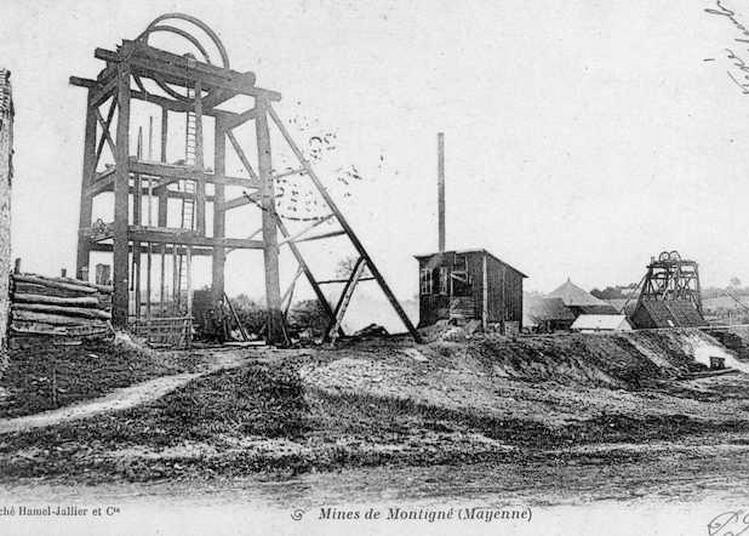
Puits de Montigné.

## Politique et administration

### Administration municipale
| Période                                  | Période           | Identité                      | Étiquette | Qualité                                                                                |
| ---------------------------------------- | ----------------- | ----------------------------- | --------- | -------------------------------------------------------------------------------------- |
| Les données manquantes sont à compléter. |                   |                               |           |                                                                                        |
| ?                                        | ?                 | Georges-Prudent Bruley        |           | Magistrat, propriétaire du château de Vauraimbault                                     |
| Les données manquantes sont à compléter. |                   |                               |           |                                                                                        |
| ?                                        | 1926              | M. Peigner                    |           |                                                                                        |
| octobre 1926                             | mars 1959 (décès) | Joseph Peigner                |           |                                                                                        |
| mars 1959                                | ?                 | M. de Ferrière                |           |                                                                                        |
| mars 1977                                | mars 1989         | Henri de Ferrière (1935-1998) |           |                                                                                        |
| mars 1989                                | 1992              | André Landais                 |           |                                                                                        |
| 1992                                     | mars 2001         | Jean-François Doreau          |           | Ancien adjoint au maire                                                                |
| mars 2001                                | mai 2020          | Michel Peigner                | SE        | Directeur de l’Adasea, ancien premier adjoint 8e vice-président de Laval Agglomération |
| mai 2020                                 | En cours          | Gérard Travers                | SE        | Directeur d’école retraité                                                             |

Le conseil municipal est composé de quinze membres dont le maire et trois adjoints.

## Population et société

### Démographie
L'évolution du nombre d'habitants est connue à travers les recensements de la population effectués dans la commune depuis 1793. Pour les communes de moins de 10 000 habitants, une enquête de recensement portant sur toute la population est réalisée tous les cinq ans, les populations de référence des années intermédiaires étant quant à elles estimées par interpolation ou extrapolation. Pour la commune, le premier recensement exhaustif entrant dans le cadre du nouveau dispositif a été réalisé en 2004.
En 2022, la commune comptait 1 342 habitants, en évolution de +6,93 % par rapport à 2016 (Mayenne : −0,73 %, France hors Mayotte : +2,11 %).
| 1793 | 1800 | 1806 | 1821  | 1831 | 1836 | 1841 | 1846 | 1851 |
| ---- | ---- | ---- | ----- | ---- | ---- | ---- | ---- | ---- |
| 902  | 925  | 958  | 1 000 | 908  | 898  | 936  | 891  | 900  |

| 1856 | 1861 | 1866 | 1872 | 1876 | 1881 | 1886 | 1891 | 1896 |
| ---- | ---- | ---- | ---- | ---- | ---- | ---- | ---- | ---- |
| 894  | 937  | 925  | 914  | 956  | 871  | 907  | 903  | 838  |

| 1901 | 1906 | 1911 | 1921 | 1926 | 1931 | 1936 | 1946 | 1954 |
| ---- | ---- | ---- | ---- | ---- | ---- | ---- | ---- | ---- |
| 849  | 890  | 867  | 766  | 698  | 693  | 703  | 681  | 632  |

| 1962 | 1968 | 1975 | 1982 | 1990  | 1999  | 2004  | 2006  | 2009  |
| ---- | ---- | ---- | ---- | ----- | ----- | ----- | ----- | ----- |
| 601  | 559  | 616  | 825  | 1 038 | 1 088 | 1 234 | 1 247 | 1 272 |

| 2014  | 2019  | 2022  | - | - | - | - | - | - |
| ----- | ----- | ----- | - | - | - | - | - | - |
| 1 262 | 1 322 | 1 342 | - | - | - | - | - | - |

## Équipement et habitat
En bordure du ruisseau de la Paillardière, au sud du centre ancien, on constate un regroupement des équipements scolaires et périscolaires avec l’école maternelle publique, l’école privée et la garderie. On trouve également dans cette zone la salle des fêtes et la mairie. Cette concentration des équipements administratifs, scolaires et socioculturels dans cette partie du bourg contribue à l’existence d’un pôle fonctionnel au sud-ouest de la zone urbanisée. Sa localisation dans le centre ancien ne favorise cependant pas son appropriation par les habitants. Toutefois, les terrains de sports et la salle associative ont été implantés au cœur du bourg, le long de la route départementale 283, ce qui crée un 2e espace d’échanges sur la zone urbaine, moins isolé et beaucoup plus perceptible que le premier.
Le parc de logement de la commune connaît une forte augmentation depuis 25 ans : +76 %. Cette forte hausse est principalement issue de la construction neuve. 32 % des logements ont moins de 20 ans et 39 % plus de 50 ans, d’où un parc plutôt récent. Le bâti récent s’est construit individuellement au milieu des parcelles. Les maisons s’élèvent généralement sur un rez-de-chaussée surmonté de combles.

## Économie
L’offre de commerces et de services est plutôt limitée (boulangerie, coiffeur, médecin, bar-restaurant, magasin agricole, garage), à cause de la proximité de Laval. L’activité artisanale est peu développée : menuisier-ébéniste, plomberie-chauffagiste, entreprise de travaux publics et agricoles, une entreprise de maintenance et de composites, une entreprise de conception en mécanique industrielle, un transporteur et une entreprise de conception en mécanique industrielle.
Les commerces et les services sont répartis dans la partie sud-ouest de la zone urbaine, de part et d’autre de la RD 283 dans les secteurs d’habitat traditionnel.
En extrémité de la zone d’extension urbaine (le lotissement Les Vallées 2) située au nord du bourg le long de la route départementale, on note la présence d’une zone d’activités de 1,5 ha. Cette zone est reliée au lotissement résidentiel.

## Culture locale et patrimoine

### Lieux et monuments
La commune de Montigné-le-Brillant dispose d’un patrimoine architectural, avec divers bâtiments d'époques différentes : 
- L’église Saint-Georges :

L’église Saint-Georges date du Moyen Âge. C’est un bâtiment rectangulaire à cinq travées, avec une petite chapelle au nord. En 1503, on ajoute une chapelle au sud. C’est en 1857 que l’église prend son aspect actuel, les deux chapelles sont agrandies pour constituer un transept régulier. Le clocher-porche et sa flèche en ardoise sont élevés contre la façade ouest. Le vaste espace autour de l’église était antérieurement occupé par le cimetière, déplacé au début du XXe siècle.
- Les vestiges du château médiéval du Verger :

Les deux tours circulaires à toit en poivrière et un pavillon carré, vestiges du château du Verger construit vers 1500, situé à proximité de l’église. La juxtaposition du château du Verger, de l’église, de la mairie, de l’ancienne poste aujourd’hui maison paroissiale et de l’école (début XXe siècle) fait de cet espace un cœur de bourg éclectique et disparate.
- L’ancien presbytère :

L’ancien presbytère, aujourd’hui la mairie. Le bâtiment principal, construit en 1736, est situé au fond d’une cour, fermée d’un côté par un bâtiment du Verger et de l’autre par une ancienne grange transformée en salle communale. Les circulations intérieures s’organisent autour d’un large escalier circulaire d’origine en chêne massif.
- Les châteaux de l’Ardrier, Vauraimbault et la Villatte, édifiés respectivement au XVIIIe, XIXe et XXe siècles (1901 pour la Villatte).
- Les moulins, bien que hors d’usage, sont toujours habités.
- Des mines, il ne reste presque rien, sinon le haut des arches des tunnels menant aux souterrains, aujourd’hui noyés dans une eau rouge vif.

### Activités et manifestations

#### Sports
L'Association Sports et Loisirs de Montigné-le-Brillant fait évoluer une équipe de football en division de district.

#### Manifestations
Le vide-greniers a lieu tous les ans, le premier dimanche de mai[réf. nécessaire].
La troupe théâtrale du bourg rassemble pour six dates (quatre fin automne et deux en février) tous les ans un grand nombre d'auditeurs[réf. nécessaire].

### Personnalités liées à la commune
- Jean Bezier, dit Moustache (1753 - 1815 à Montigné-le-Brillant), chef chouan.
- Mgr Georges Bruley des Varannes (1864-1943), né à Montigné-le-Brillant, prêtre du diocèse de Laval, il fut évêque de Monaco de 1920 à 1924.
- Marcel Duchemin, né en 1944 à Montigné-le-Brillant, cycliste.